# Utashinai

Utashinai (歌志内市 Utashinai-shi?) este un municipiu din Japonia, prefectura Hokkaidō.